# Спірне (Охтирський район)
Спі́рне — село в Україні, у Великописарівській селищній громаді Охтирського району Сумської області. Населення становить 280 осіб. Колишній орган місцевого самоврядування — Ямненська сільська рада.

## Географія
Село Спірне розташоване на лівому березі річки Івани, яка за 3 км впадає у річку Ворскла, вище за течією на відстані 1.5 км розташоване село Копійки, нижче за течією на протилежному березі розташоване село Сидорова Яруга.
Поруч пролягає автомобільний шлях Т 1705.

## Історія
За ці землі сперечалися поселенці села Ямне та писарівський поміщик, доходило до бійок. Опісля ямняни найняли юриста і відсудили ці землі звідси і пішла назва села (відповідні документи знаходяться в музеї школи, що при селі Ямне).
Село постраждало внаслідок геноциду українського народу, проведеного окупаційним урядом СССР 1932–1933 та 1946–1947 роках.
12 червня 2020 року, відповідно до розпорядження Кабінету Міністрів України № 723-р «Про визначення адміністративних центрів та затвердження територій територіальних громад Сумської області», село увійшло до складу Великописарівської селищної громади.
19 липня 2020 року, в результаті адміністративно-територіальної реформи та ліквідації Великописарівського району, увійшло до складу новоутвореного Охтирського району.
10 серпня 2024 року село зазнало ворожих російських атак. Як повідомили в Оперативному командуванні «Північ» зафіксовано 2 вибухи, ймовірно РСЗВ.  

## Населення

### Мова
Розподіл населення за рідною мовою за даними перепису 2001 року:
| Мова       | Кількість | Відсоток |
| ---------- | --------- | -------- |
| українська | 266       | 95%      |
| російська  | 14        | 5%       |
| Усього     | 280       | 100%     |

## Економіка
- Агрофірма «Маяк», ТОВ.

## Соціальна сфера
- Школа-садок I ст.

## Персоналії
Бречка Олександр Миколайович — український військовик, учасник російсько-української війни.